# Ronny Marcos
Ronny Marcos (nacido el 1 de octubre de 1993 en Oldenburg in Holstein, Alemania) es un futbolista germano-mozambiqueño que se desempeña en la posición de defensa. Es internacional con Mozambique y actualmente juega en el Kickers Offenbach de la Regionalliga Südwest alemana.

## Carrera deportiva
Comenzó jugando en el SV Fehmarn y en las canteras del Oldenburger SV y el VfB Lübeck desde donde pasó a los juveniles del Hansa Rostock en 2011 y en la pretemporada de la 2012-13 comenzó a entrenar con el primer equipo que jugaba en la 3. Liga. Debutó con el Rostock en un partido contra el Chemnitzer FC. Al finalizar la temporada renovó hasta final de la temporada 2013-14 con una más opcional.
En el mercado invernal de la temporada 2013-14 fichó por el Hamburger SV II. El buen papel desempeñado en el filial hizo que Josef Zinnbauer lo subierá esa misma temporada al primer equipo con el que jugó un total de nueve partidos, pero la sonada derrota por ocho a cero ante el Bayern lo condenó al ostracismo y a volver al filial.
Tras la temporada que pasó en el Hamburger SV, en enero de 2016, fichó por el Greuther Fürth de la 2. Bundesliga hasta 2018 por 0,1 millones de euros. Con los "treboles" solo jugó cuatro partidos, dos en el primer equipo y dos en el filial, y al acabar la temporada fue cedido al futbol austriaco.
Pasó una temporada cedido en el SV Ried que luego ejercería la opción de compra y firmó con el jugador por tres años. En esas dos temporadas disputó 50 partidos (19 en la Bundesliga y 31 en la 2. Liga).
En la temporada 2018-19 fichó por tres temporadas con el Athlitiki Enosi Larissas, pero finalmente el club griego no cumplió el contrato por lo que el jugador llevó al club a los tribunales y estuvo la primera parte de la temporada sin club.
En el mercado invernal de esa temporada finalmente fichó por el Eintracht Norderstedt de la Regionalliga Nord con el que jugó un total de trece partidos hasta final de temporada.
A inicios de la temporada 2019-20 fichó por el Kickers Offenbach de la Regionalliga Südwest hasta 2021. Habitual titular con los rojiblancos, jugó 33 partidos desde el inicio, volvió a renovar en 2021 por una temporada. Una temporada después volvió a renovar con el club.

### Selección nacional
Ha sido internacional con la selección de Mozambique.